# Onthophagus calamophilus
Onthophagus calamophilus là một loài bọ cánh cứng trong họ Bọ hung (Scarabaeidae).